# Argidia intracta
Argidia intracta là một loài bướm đêm trong họ Noctuidae.